# Killing Stalking
Killing Stalking és un webcòmic sud-coreà creat per Koogi i publicat per Lezhin Entertainment. Pertany al gènere del thriller. Començà a ser publicat a Lezhin Comics en ser l'obra guanyadora entre 719 propostes de la segona edició del Concurs Global de Còmics de Lezhin (2016). El premi consistí en 150 milions de won. Abans del premi de Lezhin ja havia rebut un altre.